# Tori Amos
Tori Amos, właśc. Myra Ellen Amos (ur. 22 sierpnia 1963 w Newton) – amerykańska piosenkarka, autorka tekstów i piosenek, pianistka.
Śpiewa, grając na fortepianie, przy akompaniamencie sekcji rytmicznej, elektrycznych gitar i niekiedy sekcji smyczkowej. Jej utwory charakteryzują się metaforycznym przesłaniem i osobistym wydźwiękiem.
Do 2005 sprzedała ponad 12 milionów albumów na całym świecie. Była nominowana do wielu nagród muzycznych, w tym np. osiem razy do nagrody Grammy.
Była pierwszym rzecznikiem, utworzonej w 1994, amerykańskiej organizacji „Rape, Abuse & Incest National Network” (RAINN) – darmowego telefonu zaufania łączącego osoby dzwoniące z najbliższym lokalnym centrum kryzysowym dla ofiar przemocy na tle seksualnym.

## Życiorys

### Kariera muzyczna
Gdy miała dwa lata, wykazała talent muzyczny, potrafiąc samodzielnie odtworzyć na fortepianie zasłyszaną melodię. Mając trzy lata, skomponowała swoje pierwsze piosenki. W latach 1968–1974 była uczennicą Konserwatorium Muzycznego „Peabody”, gdzie uczyła się gry na fortepianie klasycznym. Po sześciu latach przerwała naukę w konserwatorium. Mając 13 lat, zaczęła grać koncerty w klubach gejowskich i barach z fortepianem. W 1977 wygrała lokalny konkurs talentów, wykonując piosenkę „More Than Just a Friend”.

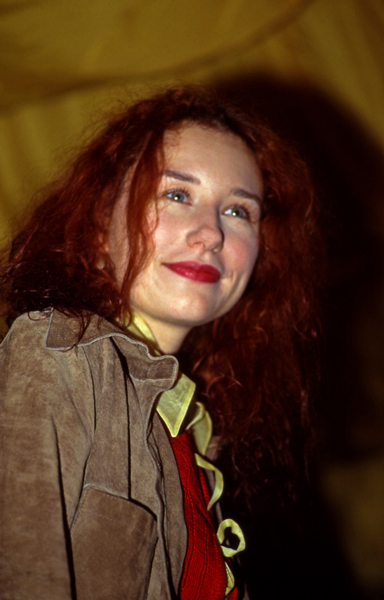
Tori Amos w 1993

W wieku 16 lat wraz z bratem Mikiem napisała piosenkę „Baltimore”, która powstała na potrzeby konkursu organizowanego przez włodarzy miasta Baltimore. Dzięki utworowi zwyciężyli w konkursie, sama piosenka w 1980 została wydana w małym nakładzie jako debiutancki singiel Amos. W międzyczasie stworzyła i nagrała kilka innych kompozycji, które jej ojciec wysyłał do różnych wytwórni muzycznych. Jedno z demo muzycznych odsłuchał producent Narada Michael Walden, który zaproponował jej współpracę; pomimo realizacji kilku wspólnych nagrań, nie ujrzały one światła dziennego. Ofertę wokalistce złożyła też wytwórnia Atlantic Records, która po przesłuchaniach nastolatki podpisała z nią kontrakt na nagranie sześciu albumów.
W 1984 przeprowadziła się do Los Angeles, by rozwijać karierę muzyczną. W 1986 założyła zespół Y Kant Tori Read, z którym 6 stycznia 1988 wydała debiutancki album studyjny, również zatytułowany Y Kant Tori Read. Płyta nie była sukcesem komercyjnym, co skłoniło Amos do rozwiązania grupy i skupienia się na działalności solowej. W 1990 rozpoczęła pracę nad materiałem na pierwszą solową płytę. Album, zatytułowany Little Earthquakes, miał swoją premierę 6 stycznia 1992. Materiał został ciepło przyjęty przez krytyków i słuchaczy, dzięki którym dotarł do 14. miejsca brytyjskiej listy bestsellerów i otrzymał status platynowej płyty w Stanach Zjednoczonych, gdzie ukazał się 25 lutego 1992. Kilka miesięcy później przeprowadziła się do Nowego Meksyku, gdzie nagrała drugi solowy album pt. Under the Pink. Płyta wydana 25 stycznia 1994 zadebiutowała na pierwszym miejscu UK Albums Chart.
Po sukcesie albumu Under the Pink regularnie wydaje kolejne płyty: Boys for Pele (1996), From the Choirgirl Hotel (1998), To Venus and Back (1999), Strange Little Girls (2001), Scarlet’s Walk (2002), The Beekeeper (2005), American Doll Posse (2007), Abnormally Attracted to Sin (2009), Midwinter Graces (2009), Night of Hunters (2011), Gold Dust (2012), Unrepentant Geraldines (2014) i Native Invader (2017).
25 września 2013 w Lyttelton Theatre (Royal National Theatre) w Londynie odbyła się premiera musicalu The Light Princess, będącego adaptacją szkockiej baśni autorstwa George’a MacDonalda. Tori Amos jest autorką muzyki i tekstów piosenek, a Samuel Adamson – scenariusza (adaptacji) i tekstów piosenek. Widowisko reżyserowała Marianne Elliott. Za choreografię odpowiadał Steven Hoggett.

### Życie prywatne
Jest córką Mary Ellen Amos (z domu Copeland) i Edisona Amosa, doktora teologii. Ma dwoje starszego rodzeństwa, brata Edisona Amosa juniora i siostrę Marie Ellen, z zawodu lekarkę.
Prababka Amos ze strony matki, Margaret Little, wywodziła się z plemienia Czirokezów i była jedną z osób, które uciekły z tzw. Szlaku Łez. Jej wnukiem był David „Poppy” Copeland, z którym Amos była silnie związana. Zmarł, gdy miała 9 lat. Zdaniem rodziny, wokalistka nigdy nie pogodziła się z jego śmiercią. Ojciec Amos wywodził się z konserwatywnej i religijnej rodziny irlandzkiej. Jego matka, Addie Allen Amos, była kobietą wykształconą – ukończyła studia na Uniwersytecie Wirginii, co nie było powszechne wśród kobiet w jej czasach. Byłą osobą silnie wierzącą, a jej religijność była konserwatywna. To za jej sprawą ojciec Amos został pastorem metodystów, rezygnując z marzenia o karierze lekarskiej. Wokalistka w wywiadach opowiadała o konflikcie z babką, przede wszystkim z powodu wyznawanych przez Addie Amos konserwatywnych poglądów na seksualność.
W 1998 poślubiła inżyniera dźwięku i realizatora, Marka Hawleya. Mają córkę Natashyę „Tash” Lórien Hawley. Mieszka w małej wiosce w Kornwalii, gdzie ma prywatne studio.

## Dyskografia

### Albumy studyjne
| Little Earthquakes          | - Data: 13 stycznia 1992 - Wydawca: Atlantic, East West                          | 54 | 14 | –  | 85 | 14  | 18 | –   | - USA: 2x platynowa płyta - UK: złota płyta - CAN: złota płyta     |
| Under the Pink              | - Data: 31 stycznia 1994 - Wydawca: Atlantic, East West                          | 12 | 1  | –  | 10 | 5   | 15 | –   | - USA: 2x platynowa płyta - UK: platynowa płyta - CAN: złota płyta |
| Boys for Pele               | - Data: 23 stycznia 1996 - Wydawca: Atlantic, East West                          | 2  | 2  | –  | 6  | 6   | 15 | –   | - USA: platynowa płyta - UK: złota płyta - CAN: złota płyta        |
| From the Choirgirl Hotel    | - Data: 4 maja 1998 - Wydawca: Atlantic, East West                               | 5  | 6  | –  | 24 | 8   | 26 | 30  | - USA: platynowa płyta - UK: złota płyta - CAN: złota płyta        |
| To Venus and Back           | - Data: 21 września 1999 - Wydawca: Atlantic                                     | 12 | 22 | –  | 24 | 6   | –  | 31  | - USA: platynowa płyta                                             |
| Strange Little Girls        | - cover album - Data: 17 września 2001 - Wydawca: Atlantic                       | 4  | 16 | 6  | 27 | 7   | –  | 26  |                                                                    |
| Scarlet’s Walk              | - Data: 28 października 2002 - Wydawca: Epic, Sony Music                         | 7  | 26 | 10 | 17 | 20  | 45 | 32  | - USA: złota płyta                                                 |
| The Beekeeper               | - Data: 20 lutego 2005 - Wydawca: Epic, Sony BMG                                 | 5  | 24 | 8  | 13 | 20  | –  | 44  |                                                                    |
| American Doll Posse         | - Data: 1 maja 2007 - Wydawca: Epic, Sony BMG                                    | 5  | 50 | 26 | 5  | 20  | –  | 48  |                                                                    |
| Abnormally Attracted to Sin | - Data: 18 maja 2009 - Wydawca: Universal Republic                               | 9  | 20 | 7  | 22 | 28  | 39 | 61  | - POL: złota płyta                                                 |
| Midwinter Graces            | - album bożonarodzeniowy - Data: 10 listopada 2009 - Wydawca: Universal Republic | 66 | 97 | 40 | 99 | 152 | –  | 133 |                                                                    |
| Night of Hunters            | - Data: 20 września 2011 - Wydawca: Deutsche Grammophon                          | 24 | 27 | 13 | 34 | 42  | –  | 70  |                                                                    |
| Gold Dust                   | - Data: 1 października 2012 - Wydawca: Deutsche Grammophon                       | 63 | 36 | 28 | 24 | 60  | –  | 156 |                                                                    |
| Unrepentant Geraldines      | - Data: 12 maja 2014 - Wydawca: Mercury Classics                                 | 7  | 13 | 28 | 10 | 58  | –  | 61  |                                                                    |
| Native Invader              | - Data: 8 września 2017 - Wydawca: Decca Records                                 | 39 | 16 | 19 | 20 | 113 | –  | 71  |                                                                    |
| Ocean to Ocean              | - Data: 29 października 2021 (w planach) - Wydawca: Decca Records                |    |    |    |    |     |    |     |                                                                    |
| „–” album nie był notowany. |                                                                                  |    |    |    |    |     |    |     |                                                                    |

### Albumy koncertowe
| To Venus and Back           | - Data: 20 września 1999 - Wydawca: Atlantic      | 22 | 12 | 24 | 6 | 31 | - USA: platynowa płyta |
| Live at Montreux 1991/1992  | - Data: 22 września 2008 - Wydawca: Eagle Records | –  | –  | –  | – | –  |                        |
| „–” album nie był notowany. |                                                   |    |    |    |   |    |                        |

### Kompilacje
| More Pink: The B-Sides      | - Data: 14 listopada 1994 - Wydawca: Atlantic, East West | –  | –  | –  | –  |
| Tales of a Librarian        | - Data: 17 listopada 2003 - Wydawca: Atlantic            | 74 | 40 | 24 | 93 |
| A Piano: The Collection     | - Data: 26 września 2006 - Wydawca: Rhino                | –  | –  | –  | –  |
| „–” album nie był notowany. |                                                          |    |    |    |    |

### Minialbumy
| Crucify                       | - Data: 8 czerwca 1992 - Wydawca: Atlantic, East West   | –  |
| Hey Jupiter                   | - Data: 20 sierpnia 1996 - Wydawca: Atlantic, East West | 94 |
| Scarlet’s Hidden Treasures    | - Data: 18 maja 2004 - Wydawca: Epic, Sony BMG          | –  |
| Exclusive Session             | - Data: 7 czerwca 2005 - Wydawca: Epic, Sony BMG        | –  |
| Flavor (Peter Rauhofer Mixes) | - Data: 4 grudnia 2012 - Wydawca: Deutsche Grammophon   | –  |
| Christmastide                 | - Data: 4 grudnia 2020 - Wydawca: Decca Records         | –  |
| „–” album nie był notowany.   |                                                         |    |

### Ścieżki dźwiękowe
| Tytuł                                                                 | Dane dot. albumu                                               |
| --------------------------------------------------------------------- | -------------------------------------------------------------- |
| The Light Princess: The Original Cast Recording (oraz Samuel Adamson) | - Data: 9 października 2015 - Wydawca: Mercury Classics        |
| The Music of Tori and the Muses                                       | - Data: 28 lutego 2025 - Wydawca: Universal Entertainment Inc. |

### Oficjalne bootlegi
| Tytuł                 | Dane dot. albumu                                                         |
| --------------------- | ------------------------------------------------------------------------ |
| The Original Bootlegs | - Data: 30 sierpnia 2005 – 6 grudnia 2005 - Wydawca: Epic, Sony BMG      |
| Legs and Boots        | - Data: 13 października 2007 – 12 grudnia 2007 - Wydawca: Epic, Sony BMG |
| From Russia with Love | - Data: 3 grudnia 2010 - Wydawca: toriamos.com                           |

### Single
| „Me and a Gun”                                 | 1991       | –  | –  | –  | –  | –  | Little Earthquakes                                         |
| „Silent All These Years”                       | 1991       | 51 | –  | –  | –  | –  | Little Earthquakes                                         |
| „China”                                        | 1992       | 51 | –  | –  | –  | –  | Little Earthquakes                                         |
| „Winter”                                       | 1992       | 25 | –  | –  | –  | 49 | Little Earthquakes                                         |
| „Crucify”                                      | 1992       | 15 | –  | 79 | 17 | –  | Little Earthquakes                                         |
| „Silent All These Years” (UK official release) | 1992       | 26 | –  | –  | –  | –  | Little Earthquakes                                         |
| „Cornflake Girl”                               | 1994       | 4  | –  | 26 | –  | 19 | Under the Pink                                             |
| „God”                                          | 1994       | 44 | 72 | –  | –  | –  | Under the Pink                                             |
| „Pretty Good Year”                             | 1994       | 7  | –  | –  | –  | –  | Under the Pink                                             |
| „Past the Mission”                             | 1994       | 31 | –  | –  | –  | –  | Under the Pink                                             |
| „Caught a Lite Sneeze”                         | 1996       | 20 | 60 | –  | –  | –  | Boys for Pele                                              |
| „Talula”                                       | 1996       | 22 | –  | –  | –  | –  | Boys for Pele                                              |
| „Hey Jupiter” / „Professional Widow”           | 1996       | 20 | –  | –  | –  | 17 | Boys for Pele                                              |
| „Professional Widow”                           | 1996       | 1  | –  | 33 | 35 | –  | Boys for Pele                                              |
| „In the Springtime of His Voodoo”              | 1996       | –  | –  | –  | –  | –  | Boys for Pele                                              |
| „Silent All These Years” (re-issue)            | 1997       | –  | 65 | –  | –  | –  | Little Earthquakes                                         |
| „Spark”                                        | 1998       | 16 | 49 | –  | –  | 50 | From the Choirgirl Hotel                                   |
| „Raspberry Swirl”                              | 1998       | –  | –  | –  | –  | –  | From the Choirgirl Hotel                                   |
| „Jackie’s Strength”                            | 1998       | –  | 54 | –  | –  | –  | From the Choirgirl Hotel                                   |
| „Cruel” / „Raspberry Swirl”                    | 1998       | –  | –  | –  | –  | –  | From the Choirgirl Hotel                                   |
| „Jackie’s Strength” (remixes)                  | 1999       | –  | –  | –  | –  | –  | From the Choirgirl Hotel                                   |
| „Bliss”                                        | 1999       | –  | 91 | –  | –  | –  | To Venus and Back                                          |
| „1000 Oceans”                                  | 1999       | –  | –  | –  | –  | –  | To Venus and Back                                          |
| „Glory of the 80's”                            | 1999       | 46 | –  | –  | –  | –  | To Venus and Back                                          |
| „Concertina”                                   | 2000       | –  | –  | –  | –  | –  | To Venus and Back                                          |
| „Strange Little Girl”                          | 2001       | 41 | –  | –  | –  | –  | Strange Little Girls                                       |
| „A Sorta Fairytale”                            | 2002       | –  | –  | 90 | –  | –  | Scarlet’s Walk                                             |
| „Taxi Ride”                                    | 2003       | –  | –  | –  | –  | –  | Scarlet’s Walk                                             |
| „Strange”                                      | 2003       | –  | –  | –  | –  | –  | Scarlet’s Walk                                             |
| „Don’t Make Me Come to Vegas”                  | 2003       | –  | –  | –  | –  | –  | Scarlet’s Walk                                             |
| „Mary”                                         | 2003       | –  | –  | –  | –  | –  | Tales of a Librarian                                       |
| „Angels”                                       | 2003       | –  | –  | –  | –  | –  | Tales of a Librarian                                       |
| „Sleeps with Butterflies”                      | 2005       | –  | –  | –  | –  | –  | The Beekeeper                                              |
| „Sweet the Sting”                              | 2005       | –  | –  | –  | –  | –  | The Beekeeper                                              |
| „Cars and Guitars”                             | 2005       | –  | –  | –  | –  | –  | The Beekeeper                                              |
| „Big Wheel”                                    | 2007       | –  | –  | –  | –  | –  | American Doll Posse                                        |
| „Bouncing off Clouds”                          | 2007       | –  | –  | –  | –  | –  | American Doll Posse                                        |
| „Almost Rosey”                                 | 2007       | –  | –  | –  | –  | –  | American Doll Posse                                        |
| „Welcome to England”                           | 2009       | –  | –  | –  | –  | –  | Abnormally Attracted to Sin                                |
| „Maybe California”                             | 2009       | –  | –  | –  | –  | –  | Abnormally Attracted to Sin                                |
| „A Silent Night with You”                      | 2009       | –  | –  | –  | –  | –  | Midwinter Graces                                           |
| „Carry”                                        | 2011       | –  | –  | –  | –  | –  | Night of Hunters                                           |
| „Nautical Twilight”                            | 2011       | –  | –  | –  | –  | –  | Night of Hunters                                           |
| „Star Whisperer”                               | 2011       | –  | –  | –  | –  | –  | Night of Hunters                                           |
| „Flavor”                                       | 2012       | –  | –  | –  | –  | –  | Gold Dust                                                  |
| „Trouble’s Lament”                             | 2014       | –  | –  | –  | –  | –  | Unrepentant Geraldines                                     |
| „Flicker”                                      | 2016-09-09 |    |    |    |    |    | ścieżka dźwiękowa do filmu Audrie i Daisy (Audrie & Daisy) |
| „Cloud Riders”                                 | 2017       | –  | –  | –  | –  | –  | Native Invader                                             |
| „Speaking with Trees”                          | 2021       |    |    |    |    |    | Ocean to Ocean                                             |
| „–” singel nie był notowany.                   |            |    |    |    |    |    |                                                            |

## Wideografia
| Little Earthquakes (VHS)                  | - Data: październik 1992 - Wydawca: Warner Music Vision   | –  | –  | - USA: złota płyta |
| Live from New York (VHS)                  | - Data: 17 marca 1998 - Wydawca: Warner Music Vision      | –  | –  |                    |
| Complete Videos 1991–1998 (VHS)           | - Data: 17 listopada 1998 - Wydawca: Warner Music Vision  | –  | –  | - USA: złota płyta |
| A Sorta Fairytale (DVD)                   | - Data: 8 kwietnia 2003 - Wydawca: Sony Music Enterprises | –  | –  |                    |
| Welcome to Sunny Florida (DVD)            | - Data: 18 maja 2004 - Wydawca: Sony Music Enterprises    | 11 | –  | - USA: złota płyta |
| Fade to Red (DVD)                         | - Data: 14 lutego 2006 - Wydawca: Rhino Entertainment     | 14 | –  |                    |
| Live at Montreux 1991/1992 (DVD, Blu-ray) | - Data: 22 września 2008 - Wydawca: Eagle Vision          | –  | 23 |                    |
| „–” album nie był notowany.               |                                                           |    |    |                    |

## Nagrody i wyróżnienia
| Rok  | Kategoria                          | Tytułem                  | Nagroda | Nota      | Źródło |
| ---- | ---------------------------------- | ------------------------ | ------- | --------- | ------ |
| 1995 | Best Alternative Music Album       | Under The Pink           | Grammy  | Nominacja | [ 47 ] |
| 1997 | Best Alternative Music Album       | Boys for Pele            | Grammy  | Nominacja | [ 48 ] |
| 1999 | Best Alternative Music Album       | From the Choirgirl Hotel | Grammy  | Nominacja | [ 49 ] |
| 1999 | Best Female Rock Vocal Performance | „Raspberry Swirl”        | Grammy  | Nominacja | [ 49 ] |
| 2000 | Best Alternative Music Album       | To Venus and Back        | Grammy  | Nominacja | [ 50 ] |
| 2000 | Best Female Rock Vocal Performance | „Bliss”                  | Grammy  | Nominacja | [ 50 ] |
| 2002 | Best Alternative Music Album       | Strange Little Girls     | Grammy  | Nominacja | [ 51 ] |
| 2002 | Best Female Rock Vocal Performance | „Strange Little Girl”    | Grammy  | Nominacja | [ 51 ] |

## Koncerty w Polsce
W Polsce była dziewięć razy, dając jedenaście koncertów:
- 16 grudnia 2001, 9 marca 2005, 12 października 2011 (retransmisja 15 października 2011) i 24 sierpnia 2017 (transmisja na żywo[52]) wystąpiła na kameralnych koncertach w Studiu im. Agnieszki Osieckiej w Trójce.
- 24 stycznia 2003 roku zaśpiewała dla publiczności zgromadzonej w poznańskiej Hali widowiskowo-sportowej Arena.
- 19 czerwca 2007 roku w ramach trasy koncertowej „American Doll Posse Tour” Tori Amos wystąpiła w Sali Kongresowej w Warszawie.
- 9 października 2009 w Domu Muzyki i Tańca w Zabrzu oraz 10 października 2009 w warszawskiej Sali Kongresowej podczas trasy „Sinful Attraction Tour”
- 13 października 2011 – dzień po ww. koncercie w Studiu im. Agnieszki Osieckiej – wystąpiła w Warszawie w Sali Kongresowej w ramach trasy „Night of Hunters”[53].
- 13 października 2012 wystąpiła w Warszawie w Sali Kongresowej z towarzyszeniem Polskiej Orkiestry Radiowej w ramach trasy promującej album Gold Dust[54].
- 12 czerwca 2014 wystąpiła w Warszawie w Sali Kongresowej w ramach trasy „Unrepentant Geraldines”[55].
- 28 kwietnia 2023 wystąpiła w Spodku w Katowicach w ramach trasy „Ocean to Ocean tour 2023”